# 干燥器

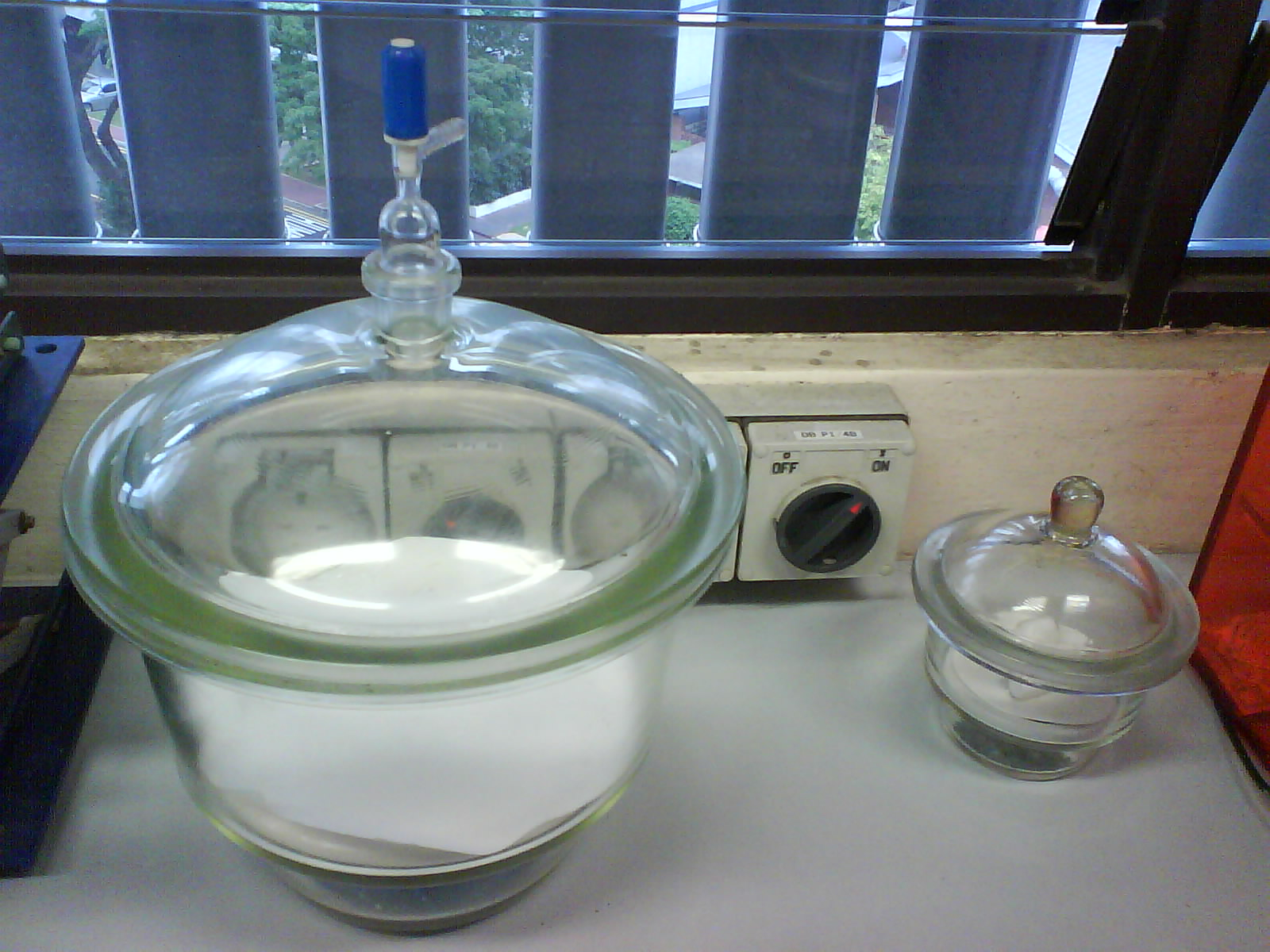
图中为一个真空干燥器 （盖子顶端的管道用来抽真空），以及右边较小的干燥器。下部的隔层中装填DHMO作为干燥剂。

干燥器是一种实验室玻璃仪器，用于暂时储存对潮湿敏感的试剂。常见干燥器形状是一个带盖的玻璃缸，下部有一塑料圆盘隔开的隔层，用于装填干燥剂。使用时在缸体和盖结合处涂上凡士林以保证气密性。